# Oedothorax monoceros
Oedothorax monoceros là một loài nhện trong họ Linyphiidae.
Loài này thuộc chi Oedothorax. Oedothorax monoceros được František Miller miêu tả năm 1970.